# Banatska Subotica
Banatska Subotica (cyr. Банатска Суботица) – wieś w Serbii, w Wojwodinie, w okręgu południowobanackim, w gminie Bela Crkva. W 2011 roku liczyła 169 mieszkańców.